# Dacia Unirea Brăila în sezonul 2015-2016
Sezonul 2015–16 a fost cel de-al 6-lea sezon consecutiv pentru Dacia Unirea Brăila în cel de-al doilea eșalon al fotbalului românesc. Dacia Unirea participă în 2 competiții, respectiv Liga I și Cupa României.
Dacia Unirea Brăila a debutat oficial în acest sezon pe data de 29 august, cu meciul din Liga a II-a împotriva echipei Rapid CFR Suceava. În prezența a peste 1.500 de suporteri, Dacia Unirea s-a impus cu 1-0, grație golului marcat de Marius Onofraș în minutul 31.

#### Marcatorii golurilor
| Jucător          | Goluri campionat | Goluri cupă |
| ---------------- | ---------------- | ----------- |
| Alexandru Muscă  | 12               | 0           |
| Marius Onofraș   | 7                | 0           |
| Sorin Frunză     | 6                | 0           |
| Costel Roșu      | 5                | 0           |
| Andrei Pușcașu   | 4                | 0           |
| Laurențiu Ivan   | 2                | 0           |
| Marius Dima      | 2                | 0           |
| Stelian Nicoliță | 2                | 0           |
| George Iosofache | 2                | 0           |
| Alexandru Niță   | 1                | 0           |
| Marco Enciu      | 1                | 0           |
| Gicu Iordache    | 1                | 0           |

#### Play-OFF
| 09 aprilie 2016Etapa I | Dacia Unirea Brăila                                                | 4–0 | Farul Constanța | Brăila                                              |  |
| 11:00                  | Costel Roșu 26' Andrei Pușcașu 52' Costel Roșu 56' Marius Dima 79' |     |                 | Stadion: Stadionul Municipal Brăila Spectatori: 900 |  |

| 16 aprilie 2016Etapa II | SC Bacău | 3–1 | Dacia Unirea Brăila | Bacău                                    |  |
| 11:00                   |          |     | Alexandru Niță 18'  | Stadion: Stadionul Letea Spectatori: 300 |  |

| 21 aprilie 2016Etapa III | Dunărea Călărași | 2–2 | Dacia Unirea Brăila                | Călărași                                                |  |
| 15:00                    |                  |     | Marius Onofraș 14' Costel Roșu 90' | Stadion: Stadionul Municipal (Călărași) Spectatori: 800 |  |

| 24 aprilie 2016Etapa IV | Dacia Unirea Brăila              | 2–0 | Rapid București | Brăila                                                |  |
| 11:00                   | Costel Roșu 52' Sorin Frunză 78' |     |                 | Stadion: Stadionul Municipal Brăila Spectatori: 4.000 |  |

| 29 aprilie 2016Etapa V | FC Clinceni | 2–1 | Dacia Unirea Brăila | Clinceni                                    |  |
| 11:00                  |             |     | Alexandru Muscă 13' | Stadion: Stadionul Clinceni Spectatori: 100 |  |

| 11 mai 2016Etapa VI | Dacia Unirea Brăila                   | 2–1 | FC Clinceni | Brăila                                              |  |
| 17:00               | Marius Onofraș 47' Marius Onofraș 58' |     |             | Stadion: Stadionul Municipal Brăila Spectatori: 800 |  |

| 14 mai 2016Etapa VII | Rapid București | 1–0 | Dacia Unirea Brăila | București                                     |  |
| 15:00                |                 |     |                     | Stadion: Stadionul Giulești Spectatori: 4.800 |  |

| 18 mai 2016Etapa VIII | Dacia Unirea Brăila | 0–2 | Dunărea Călărași | Brăila                                              |  |
| 17:00                 |                     |     |                  | Stadion: Stadionul Municipal Brăila Spectatori: 800 |  |

| 21 mai 2016Etapa VIII | Dacia Unirea Brăila                  | 2–0 | SC Bacău | Brăila                                              |  |
| 11:00                 | Sorin Frunză 73' Alexandru Muscă 80' |     |          | Stadion: Stadionul Municipal Brăila Spectatori: 600 |  |

| 28 mai 2016Etapa VII | Farul Constanța | 2–2 | Dacia Unirea Brăila               | Constanța                                        |  |
| 11:00                |                 |     | Marco Enciu 66' Gicu Iordache 68' | Stadion: Stadionul Gheorghe Hagi Spectatori: 400 |  |

#### Meciuri Liga a II-a
| 29 august 2015Etapa I | Dacia Unirea Brăila | 1–0 | Rapid CFR Suceava | Brăila                                                |  |
| 11:00                 | Marius Onofraș 31'  |     |                   | Stadion: Stadionul Municipal Brăila Spectatori: 1.500 |  |

| 5 septembrie 2015Etapa II | SC Bacău | 0–1 | Dacia Unirea Brăila | Bacău                                    |  |
| 11:00                     |          |     | Alexandru Muscă 76' | Stadion: Stadionul Letea Spectatori: 500 |  |

| 12 septembrie 2015Etapa III | Dacia Unirea Brăila | 0–1 | Oțelul Galați         | Brăila                                              |  |
| 11:00                       |                     |     | Alexandru Istrate 78' | Stadion: Stadionul Municipal Brăila Spectatori: 700 |  |

| 19 septembrie 2015Etapa IV | ACS Berceni     | 1–3 | Dacia Unirea Brăila                                      | Berceni                                  |  |
| 11:00                      | Marius Neagu 5' |     | Laurențiu Ivan 28' Andrei Pușcașu 61' Cosmin Necoară 74' | Stadion: Stadion Berceni Spectatori: 400 |  |

| 27 septembrie 2015Etapa V | Dacia Unirea Brăila | 1–0 | CS Balotești | Brăila                                              |  |
| 11:00                     | Sorin Frunză 95'    |     |              | Stadion: Stadionul Municipal Brăila Spectatori: 500 |  |

| 3 octombrie 2015Etapa VI | Farul Constanța       | 1–1 | Dacia Unirea Brăila | Constanța                                          |  |
| 11:00                    | Alexandru Pătulea 69' |     | Alexandru Muscă 94' | Stadion: Stadionul Gheorghe Hagi Spectatori: 1.000 |  |

| 7 octombrie 2015Etapa VII | Dacia Unirea Brăila                 | 2–1 | Ceahlăul Piatra-Neamț | Brăila                                              |  |
| 11:00                     | Sorin Frunza 12' Laurențiu Ivan 85' |     | Robert Căruță 18'     | Stadion: Stadionul Municipal Brăila Spectatori: 600 |  |

| 10 octombrie 2015Etapa VIII | Rapid București | 3–1 | Dacia Unirea Brăila | București                                  |  |
| 11:00                       |                 |     | Alexandru Muscă 29' | Stadion: Stadionul Rapid Spectatori: 3.000 |  |

| 24 octombrie 2015Etapa IX | FC Academica Clinceni | 5–1 | Dacia Unirea Brăila | Clinceni                                    |  |
| 11:00                     |                       |     | Marius Onofraș 88'  | Stadion: Stadionul Clinceni Spectatori: 400 |  |

| 31 octombrie 2015Etapa X | Dacia Unirea Brăila | 1–1 | Dunărea Călărași | Brăila                                              |  |
| 11:00                    | Andrei Pușcașu 33'  |     |                  | Stadion: Stadionul Municipal Brăila Spectatori: 600 |  |

| 31 octombrie 2015Etapa XI | Dacia Unirea Brăila                | 2–0 | Gloria Buzău | Brăila                                              |  |
| 11:00                     | Alexandru Muscă 2' Marius Dima 86' |     |              | Stadion: Stadionul Municipal Brăila Spectatori: 600 |  |

| 11 noiembrie 2015Etapa XII | Bucovina Pojorâta | 0–0 | Dacia Unirea Brăila | Pojorâta                                    |  |
| 11:00                      |                   |     |                     | Stadion: Stadionul Pojorâta Spectatori: 400 |  |

| 14 noiembrie 2015Etapa XIII | Rapid CFR Suceava | 1–2 | Dacia Unirea Brăila                     | Suceava                                    |  |
| 11:00                       |                   |     | Alexandru Muscă 30' Alexandru Muscă 48' | Stadion: Stadionul Areni Spectatori: 1.200 |  |

| 21 noiembrie 2015Etapa XIV | Dacia Unirea Brăila  | 1–0 | SC Bacău | Brăila                                              |  |
| 14:00                      | Stelică Nicoliță 82' |     |          | Stadion: Stadionul Municipal Brăila Spectatori: 600 |  |

| 25 noiembrie 2015Etapa XIV | Oțelul Galați | 0–1 | Dacia Unirea Brăila | Galați                                    |  |
| 21:00                      |               |     | Alexandru Muscă 93' | Stadion: Stadionul Oțelul Spectatori: 500 |  |

| 28 noiembrie 2015Etapa XIV | Dacia Unirea Brăila                                         | 3–0 | ACS Berceni | Brăila                                              |  |
| 11:00                      | Marius Onofraș 18' Alexandru Muscă 54' Stelică Nicoliță 69' |     |             | Stadion: Stadionul Municipal Brăila Spectatori: 400 |  |

| 5 decembrie 2015Etapa XV | CS Balotești | 1–0 | Dacia Unirea Brăila | Balotești                                    |  |
| 21:00                    |              |     |                     | Stadion: Stadionul Balotești Spectatori: 300 |  |

| 27 februarie 2016Etapa XCI | Dacia Unirea Brăila                                                             | 4–0 | Farul Constanța | Brăila                                              |  |
| 11:00                      | Sorin Frunză 5' Gabriel Iosofache 34' Gabriel Iosofache 41' Alexandru Muscă 89' |     |                 | Stadion: Stadionul Municipal Brăila Spectatori: 700 |  |

| 5 martie 2016Etapa XVI | Ceahlăul Piatra-Neamț | 1–1 | Dacia Unirea Brăila | Piatra-Neamț                                |  |
| 11:00                  |                       |     | Sorin Frunză 44'    | Stadion: Stadionul Ceahlăul Spectatori: 300 |  |

| 9 martie 2016Etapa XVII | Dacia Unirea Brăila | 1–1 | Rapid București | Brăila                                              |  |
| 11:00                   | Costel Roșu 36'     |     |                 | Stadion: Stadionul Municipal Brăila Spectatori: 800 |  |

| 19 martie 2016Etapa XVII | Dacia Unirea Brăila | 1–0 | FC Clinceni | Brăila                                              |  |
| 11:00                    | Alexandru Muscă 18' |     |             | Stadion: Stadionul Municipal Brăila Spectatori: 500 |  |

| 23 martie 2016Etapa XXIII | Dunărea Călărași | 1–0 | Dacia Unirea Brăila | Călărași                           |  |
| 15:00                     |                  |     |                     | Stadion: Ion Comșa Spectatori: 300 |  |

| 26 martie 2016Etapa XXIII | Gloria Buzău | 1–0 | Dacia Unirea Brăila | Buzău                          |  |
| 19:00                     |              |     |                     | Stadion: Buzău Spectatori: 500 |  |

| 02 aprilie 2016Etapa XVII | Dacia Unirea Brăila                   | 2–0 | Bucovina Pojorâta | Brăila                                              |  |
| 11:00                     | Marius Onofraș 32' Andrei Pușcașu 85' |     |                   | Stadion: Stadionul Municipal Brăila Spectatori: 500 |  |